# Liérganes
Liérganes ist eine Gemeinde in der spanischen Autonomen Region Kantabrien. Es grenzt im Norden an Medio Cudeyo, im Osten an Riotuerto, im Süden an Miera und im Westen an Penagos. Durch sein Territorium fließt der Fluss Miera, der das Spa Liérganes speist. Außerdem gibt es einen Ferrocarriles-de-Vía-Estrecha-Pendlerzug, der die Stadt mit Santander verbindet. Liérganes wurde als eines der schönsten Dörfer Spaniens bezeichnet.

## Orte
- Bucarrero
- Calgar
- Casa del Monte
- El Condado
- La Costera
- Extremera
- La Herrán
- Liérganes (Hauptsitz)
- El Mercadillo
- Las Porquerizas
- Los Prados
- La Quieva
- La Rañada
- El Rellano
- Rubalcaba
- La Vega
- Pámanes
- Somarriba
- Tarriba

## Bevölkerungsentwicklung
| 1900 | 1910 | 1920 | 1930 | 1940 | 1950 | 1960 | 1970 | 1980 | 1990 | 2000 | 2019 |
| ---- | ---- | ---- | ---- | ---- | ---- | ---- | ---- | ---- | ---- | ---- | ---- |
| 2378 | 2522 | 2511 | 2985 | 2633 | 2656 | 2676 | 2410 | 2380 | 2391 | 2270 | 2379 |